# نفل زغبي
النفل الزغبي (باللاتينية: Trifolium hirtum) نوع نباتي من جنس النفل من الفصيلة البقولية.

## الموئل والانتشار
موطنه الأصلي المناطق المتوسطية في بلاد الشام والمغرب العربي وقبرص وتركيا والقوقاز وجنوب أوروبا.

## مرادفات للاسم العلمي
- (باللاتينية: Trifolium pictum M. Bieb.)